# Guigues VIII. (Viennois)
Guigues VIII. (* 1309; † 28. Juli 1333) war Dauphin von Viennois von 1318 bis 1333. Er war der Sohn des Dauphins Jean II. (Haus La Tour-du-Pin) und der Beatrix von Ungarn (Haus Anjou).

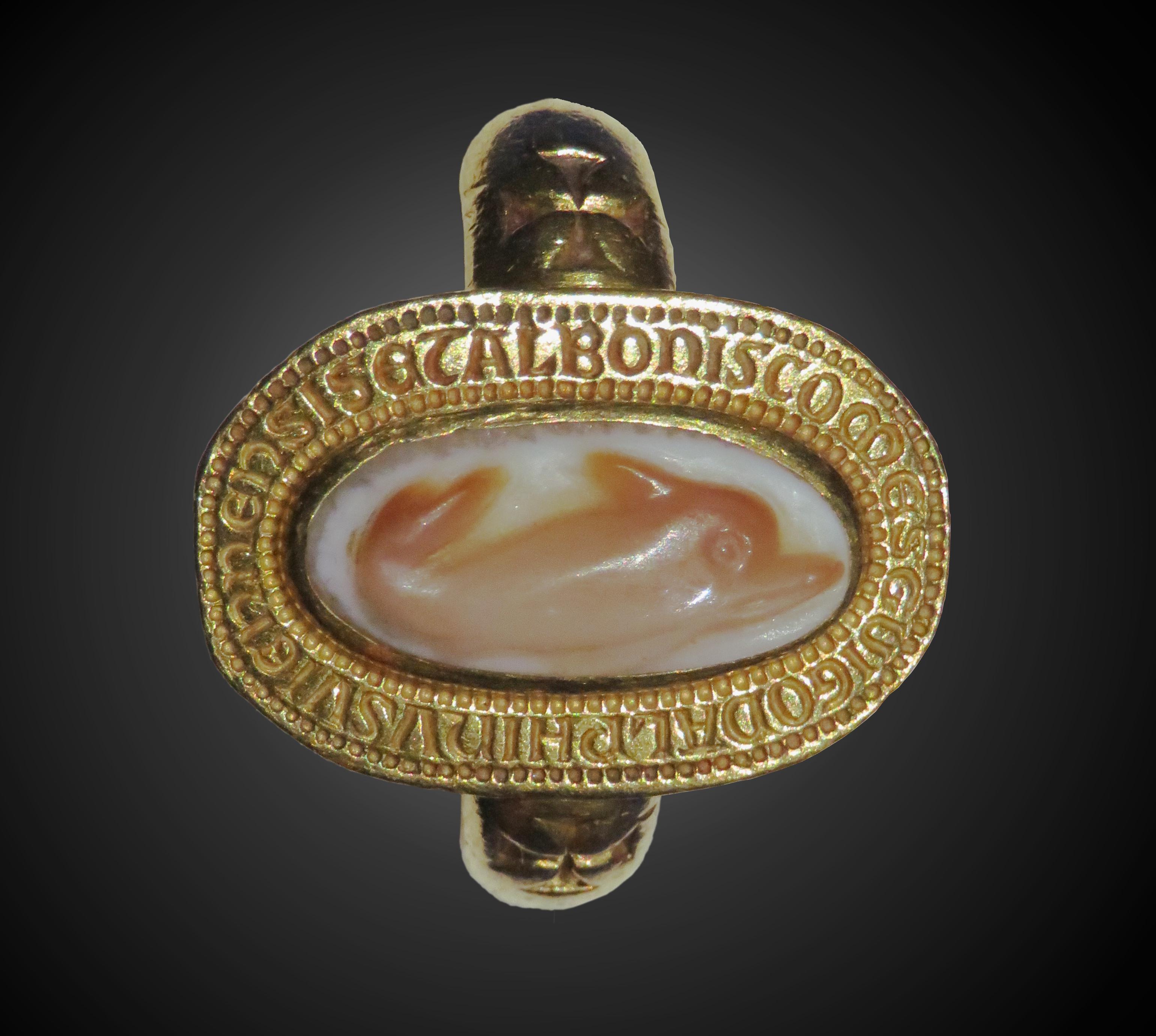
Bague Guigues VIII

Er war neun Jahre alt, als sein Vater 1318 starb. Die Regentschaft übernahm für ihn bis 1323 sein Onkel väterlicherseits, Henri de la Tour-du-Pin, Bischof von Metz. 1325 trug er im Alter von 16 Jahren bei Varey in der Nähe von Pont-d’Ain einen deutlichen Sieg über Savoyen davon; dennoch dauerten seine Auseinandersetzungen mit diesen Nachbarn bis zu seinem Tod an.
Der französische Einfluss verstärkte sich unter seiner Regierung auch durch seine Ehe mit Isabella, der Tochter des französischen Königs Philipp V. Dieser übertrug ihm in der Schlacht von Cassel (1328) das Kommando über das 7. Korps. Für seine Leistung in dieser Schlacht schenkte ihm der König das Maison aux Piliers an der Place de Grève in Paris.
Er starb während einer savoyardischen Belagerung seiner Burg La Perrière im Jahr 1333. Ihm folgte als Dauphin sein Bruder Humbert II., der die Grafschaft 16 Jahre später dem späteren König Karl V. übertrug.